# Fekhlesi Bakoe
Fekhlesi Bakoe was een Azerbeidzjaanse voetbalclub uit de hoofdstad Bakoe.
De club speelde in 1993 voor het eerst in de hoogste klasse onder de naam Nidzhat Masjtagi, het volgende seizoen veranderde de club de naam in Bakoe Fekhlesi Masjtagi. Ook het volgende seizoen veranderde de club van naam en werd nu Fekhlesi Bakoe. Na enkele plaatsen in de middenmoot werd de club vijfde in 1998 en mocht hierdoor deelnemen aan de Intertoto Cup. Voor seizoen 1999/00 veranderde de club de naam in ANS Pivani Bakoe. Ondanks een vijfde plaats was de club in 2000/01 niet meer van de partij en hield op te bestaan wegens financiële problemen.

## Fekhlesi in Europa
- 1R = eerste ronde

| Seizoen | Competitie    | Ronde | Land              | Club           | Score               |
| ------- | ------------- | ----- | ----------------- | -------------- | ------------------- |
| 1998    | Intertoto Cup | 1R    | Vlag van Litouwen | Inkaras Kaunas | 0-1, 1-0 (4-5 n.p.) |